# Svea Glacier
Svea Glacier är en glaciär i Östantarktis, 1 503 meter över havet.
Norge gör anspråk på området.
Terrängen runt Svea Glacier är lite kuperad, och sluttar norrut.